# Жилинскас, Рокас
Рокас Жилинскас (20 июля 1972 — 6 июня 2017) — литовский политик, член Сейма. Первый член Сейма Литвы, открыто признавший свою гомосексуальность.

## Биография
Родился 20 июля 1972 года в Вильнюсе. Учился в Вильнюсском университете, окончил факультет журналистики. Затем продолжил обучение в Индийском институте массовой коммуникации.
В 1991 года занимал должность редактора в издании «Vilniaus laikraštis». С 1992 года работал на телевидении Литвы, занимал должности ведущего новостей, репортёра и редактора.
В 2008 году был избран депутатом Сейма от партии национального возрождения. В 2011 году перешёл в партию «Союз Отечества — Литовские христианские демократы». В 2012 и 2016 годах переизбирался от неё в Сейм.
6 июня 2017 года умер в больнице, куда незадолго до этого был госпитализирован с воспалением лёгких.

### Личная жизнь
Стал первым членом литовского Сейма, открыто признавшим свою гомосексуальную ориентацию. В 2010 году стал участником первого в истории Литвы гей-парада, который прошёл в Вильнюсе. По отзывам знавших Жилинскаса людей, он был «открытым и приятным в общении человеком».